# Kärleksfeber
Kärleksfeber (engelska: Mermaids) är en amerikansk dramakomedifilm från 1990 i regi av Richard Benjamin. I huvudrollerna ses Cher, Bob Hoskins, Winona Ryder och Christina Ricci.

## Handling
Det är i början av 1960-talet. Den ensamstående mamman Rachel Flax och hennes två döttrar, 9-åriga Kate och 15-åriga Charlotte, flyttar till en småstad.
Charlotte tänker jämt på synd och skall bli nunna. Hon förälskar sig dock i Joe som arbetar på klostret i närheten.

## Rollista i urval
- Cher – Rachel Flax
- Bob Hoskins – Louis "Lou" Landsky
- Winona Ryder – Charlotte Flax
- Michael Schoeffling – Joseph "Joe" Poretti
- Christina Ricci – Kate Flax
- Caroline McWilliams – Carrie
- Jan Miner – abbedissan

## Produktion och distribution
Kärleksfeber hade svensk biopremiär 3 maj 1991. Senare har den vid ett antal olika tillfällen visats i svensk TV, bland annat 1997 (SVT), 1998 (TV3), 1999 (TV4) och 2019 (TV4 Film samt Sjuan).